# Terminal méthanier de Fos-Tonkin
Le terminal méthanier de Fos-Tonkin est l'un des quatre terminaux méthaniers actuellement en service en France. Il est la propriété d'Elengy, filiale du groupe Engie. Ce terminal est situé dans la commune de Fos-sur-Mer.

## Caractéristiques
- Mise en service en 1972[1]
- 3 cuves d'une capacité totale de 150 000 m3
- 1 appontement
- capacité de regazéification de 5,5 milliards de m3 par an

## Projets
Elengy a lancé, le 4 avril 2011, une consultation auprès du marché (Open season) en vue d'étendre la durée de vie du terminal au-delà de 2014,. Deux scénarios sont proposés :
- projet HORIZON 2035 : exploitation du terminal jusqu'en 2035 avec une capacité annuelle de 7 milliards de m3
- projet HORIZON 2020 : exploitation du terminal jusqu'en 2020 avec une capacité annuelle de 3 milliards de m3

Ces projets d'extension ont fait l'objet d'un débat public qui s'est tenu du 6 septembre 2010 au 17 décembre 2010.